# Klaus Brandes
Klaus Brandes (* 7. November 1936 in Insterburg) ist ein deutscher Bauingenieur und Lehrbeauftragter.

## Leben und Wirken
Brandes absolvierte von 1956 bis 1964 ein Bauingenieurstudium an der TU Berlin. Anschließend arbeitete er bis 1968 am Lehrstuhl für Stahlbau bei Karlheinz Roik als wissenschaftlicher Assistent und wurde 1968 mit einer Dissertation auf dem Gebiet der Schalentheorie von der TU Berlin zum Dr.-Ing. promoviert. Als Mitberichter fungierte István Szabó, bei dem Brandes mehrere Jahre als Hilfsassistent tätig war.
Neben Roik und Szabó zählte auch der Direktor der Bundesanstalt für Materialforschung (BAM), Thomas A. Jaeger, zu den Lehrern von Klaus Brandes. 1968 wurde er dessen Mitarbeiter, er leitete ab 1976 Laboratorien u. a. das für Tragwerksdynamik, das für Stahlbau und zuletzt das für Tragwerkssicherheit. Jaeger entwickelte damals die BAM zum Zentrum des Kerntechnischen Ingenieurbaus, einer Subdisziplin des Konstruktiven Ingenieurbaus, welcher als eines der seltenen Beispiele des sogenannten big science auf dem Gebiet des Bauingenieurwesens gelten kann und zahlreiche begabte Ingenieure anzog. So arbeitete Brandes u. a. im Rahmen des F&E-Programmes über Spannbeton-Reaktordruckbehälter der Bundesregierung an der BAM unter der Leitung von Jaeger.
Nach dem frühen Tod Jaegers im Jahr 1980 und dem Rückzug der staatlichen Forschungsförderung von der Kernenergie wandte sich Brandes Themen aus der Tragwerkssicherheit und des Stahlbaus zu. Angeregt durch Diskussionen mit Fachkollegen aus dem Bereich des Maschinenbaus und als spätes Echo auf die wissenschaftliche Durchdringung des Reaktorbaus führten Gert Albrecht und Brandes erstmals in der Bundesrepublik Deutschland bruchmechanische Betrachtungen bei der Untersuchung von ermüdungsbeanspruchten Tragwerksteilen in genieteten Brücken ein. So unterstützt Brandes mit seinen Ermüdungsversuchen an Fachwerkträgern der Berliner U-Bahn-Linie U1, die Bestrebungen von Werner Lorenz, durch eine denkmalgerechte Ertüchtigung die Tragwerke der U1 weitgehend zu erhalten. Zum Thema Ermüdung von Eisen- bzw. Stahlbrücken publizierte Brandes zahlreiche Aufsätze in der Zeitschrift Stahlbau. Mit diesem wichtigen Gegenstand der Stahlbauforschung setzte sich Brandes auch nach seinem Eintritt in den Ruhestand auseinander.
Sein Wissen stellte Brandes auch als Gastprofessor der Yamaguchi-University (Japan), als Lehrbeauftragter der TU Berlin und der Fachhochschule Potsdam zur Verfügung. Seit 2004 engagiert er sich am 2002 gegründeten Institut für angewandte Forschung im Bauwesen e. V. (IaFB) in Berlin. Aus Anlass des 15. Geburtstages des IaFB hielt er mit Petra Kubowitz (IaFB), Werner Daum (BAM), Detlef Hofmann (BAM) und Frank Basedau (BAM) auf der Veranstaltung Angewandte Forschung im Bauwesen – Anwenderkonferenz am 22. September 2017 den Vortrag Langzeitmonitoring von Brücken auf der Grundlage adaptiver Strukturabbildungen. Dieser Vortrag und die beiden Veröffentlichungen zum selben Gegenstand sind das Resultat des Langzeitmonitorings der Spannbetonbrücken des Berliner Hauptbahnhofs.
Die wissenschaftlichen Leistungen von Brandes und seiner Mitarbeiterinnen und Mitarbeiter im Labor Tragwerkssicherheit der BAM zum Bauen im Bestand im Allgemeinen und der Ertüchtigung von in die Jahre gekommener Eisen- bzw. Stahlbrücken im Besonderen haben zur Sensibilisierung des Bauingenieurwesens beim Umgang mit historisch bedeutsamen Brückenbauwerken beigetragen.
Sein Großvater, Ernst Brandes, war ein maßgeblicher Agrarpolitiker in der Weimarer Republik.

## Schriften
- Klaus Brandes: Die Ableitung der Verschiebungsgleichungen der Kreiszylinderschale mit dem Prinzip der virtuellen Kräfte. In: Aus Theorie und Praxis der Ingenieurwissenschaften: Mathematik, Mechanik, Bauwesen. Festschrift zum 65. Geburtstag von István Szabó, hrsg. v. Rudolf Trostel. Ernst & Sohn, Berlin 1971, ISBN 3-433-00579-6, S. 57–63.
- Klaus Brandes, Brunhilt Jaeger, Wolfgang Matthees: Stationen des Lebens – Ziele und Wirkungen. (PDF; 6,7 MB) In: Thomas A. Jaeger. Ein Leben im Spannungsfeld zwischen Technik und Risiko (PDF) Hrsg.: International Association for Structural Mechanics in Reactor Technology, Bundesanstalt für Materialprüfung und Klaus Brandes in enger Zusammenarbeit mit Brunhilt Jaeger und Wolfgang Matthees. Bundesanstalt für Materialprüfung (BAM), Berlin 1985, S. 27–106.
- Klaus Brandes, Ernst Limberger: Zur Beeinflussung der Festigkeitskennwerte von Betonstahl durch die Dehnungsgeschwindigkeit. In: Beton- und Stahlbetonbau, 80. Jg. (1985), Heft 4, S. 90–94 u. H. 5, S. 128–133.
- Klaus Brandes, Klaus Berner: Gesamtmatrix-Formulierung für hybride experimentell-analytische Verfahren. In: Bautechnik, 68. Jg., 1991, Heft 6, S. 195–201.
- Klaus Brandes: Schwingungsreduzierung von Bauwerken. In: Stahlbau, 62. Jg., 1993, Heft 6, S. 157–163.
- Klaus Brandes: Experimentelle Absicherung von Bauwerken. In: Stahlbau, 63. Jg., 1994, Heft 96, S. 273–278.
- Klaus Brandes, Werner Lorenz: 100 Jahre U-Bahn in Deutschland. In: Stahlbau, 71. Jg., 2002, Heft 2, S. 77–78.
- Rosemarie Helmerich, Klaus Brandes: Ermüdungsversuche an Fachwerkträgern der Berliner U-Bahn-Linie U1 unter Einbeziehung zerstörungsfreier Prüfmethoden zur Rißdetektierung bei der Begutachtung alter Stahlbrücken. In: Stahlbau, 71. Jg., 2002, Heft 11, S. 789–797.
- Klaus Brandes: Methodisch erweiterter Ermüdungsnachweis für ältere genietete Stahlbrücken. In: Stahlbau, 73. Jg., 2004, Heft 9, S. 754–757.
- Klaus Brandes: Thomas A. Jaeger – Ein bemerkenswerter Bauingenieur. In: VDI Bau. Jahrbuch 2009, hrsg. von der VDI-Gesellschaft Bautechnik. VDI-Verlag, Düsseldorf 2009, S. 605–626.
- Klaus Brandes, Petra Kubowitz, Werner Daum, Detlef Hofmann, Frank Basedau: Lagrange Multiplikator-Test zur Detektierung von zunehmender Strukturschädigung: Experimentelle Verifikation. In: Manfred Curbach, Heinz Opitz, Silke Scheerer, Torsten Hampel (Hrsg.): Schriftenreihe Konstruktiver Ingenieurbau Dresden, Heft 40, 2015, S. 147–157, TU Dresden.
- Klaus Brandes, Petra Kubowitz, Werner Daum, Detlef Hofmann und Frank Basedau: Erweiterte Strukturabbildung von Brücken mit adaptiven mathematischen Modellen zur Lösung aktueller noch ungelöster Probleme. In: Manfred Curbach, Heinz Opitz, Silke Scheerer, Torsten Hampel (Hrsg.): Schriftenreihe Konstruktiver Ingenieurbau Dresden, Heft 43, 2017, S. 183–188, TU Dresden.

## Belege
1. ↑  Klaus Brandes: Die Lagerung des kreiszylindrischen Rohres auf einer kreisförmigen starren Schneide – Lösung eines gemischten Randwertproblems mit Hilfe einer speziellen Kollokationsmethode. Dissertation TU Berlin, 1968.
2. ↑  Klaus Brandes: Die Lagerung des Kreiszylinderrohres auf einem starren Linienlager – Beitrag zur praktischen Berechnung der Kontaktkräfte. In: Der Stahlbau. 40. Jg., 1971, Heft 10, S. 298–310.
3. ↑  Bruno A. Boley: In Memoriam Thomas A. Jaeger. (PDF) Klaus Brandes, S. 157–159, abgerufen am 28. August 2019 (englisch, deutsch).
4. ↑  Allgemeines: Begleitung praxisnaher Forschungsprojekte. Institut für angewandte Forschung im Bauwesen e. V., abgerufen am 28. August 2019.
5. ↑  Klaus Brandes, Petra Kubowitz, Werner Daum, Detlef Hofmann und Frank Basedau: Lagrange Multiplikator-Test zur Detektierung von zunehmender Strukturschädigung: Experimentelle Verifikation. In: Manfred Curbach, Heinz Opitz, Silke Scheerer, Torsten Hampel (Hrsg.): Schriftenreihe Konstruktiver Ingenieurbau Dresden, Heft 40, 2015, S. 147–157, TU Dresden.
6. ↑  Klaus Brandes, Petra Kubowitz, Werner Daum, Detlef Hofmann, Frank Basedau: Erweiterte Strukturabbildung von Brücken mit adaptiven mathematischen Modellen zur Lösung aktueller noch ungelöster Probleme. In: Manfred Curbach, Heinz Opitz, Silke Scheerer, Torsten Hampel (Hrsg.): Schriftenreihe Konstruktiver Ingenieurbau Dresden, Heft 43, 2017, S. 183–188, TU Dresden.

| Personendaten    | Personendaten                               |
| ---------------- | ------------------------------------------- |
| NAME             | Brandes, Klaus                              |
| KURZBESCHREIBUNG | deutscher Bauingenieur und Lehrbeauftragter |
| GEBURTSDATUM     | 7. November 1936                            |
| GEBURTSORT       | Insterburg                                  |